# Розчин нафтоемульсійний
Розчин нафтоемульсійний (рос. раствор нефтеэмульсионный; англ. oil-emulsion mud, нім. Erdölemulsionsspülung f) – рідина глушіння свердловин – емульсія типу “нафта у воді” (або емульсія першого роду), коли краплі нафти (дисперсна фаза) розподілені у воді (дисперсійне середовище). 
Обернення (інверсія) суміші нафти і води настає при об’ємному вмісті води в нафті 50-90 %, найчастіше 70 %, тобто інвертні розчини можуть містити до 50 % води. Для одержання нафтоемульсійних розчинів як емульгатори використовують високомолекулярні поверхнево-активні речовини аніонного (продукти окислення синтетичних жирних кислот, смоляних нафтенових кислот, талового масла, продукти сульфування масел та ін.) і нейоногенного типу (похідні нонилфенолу з вмістом понад 30 молекул оксиду етилену, продукти оксиетилювання жирів рослинного і тваринного походження та ін), а також полімери (поліамінокс і т.д.). Для глушіння свердловин широко використовують інвертні (обернені) емульсії, що належать до колоїдних полідисперсних систем на нафтовій основі, які утворені двома або більше взаємонерозчинними або слабкорозчинними рідинами. В обернених емульсіях неперервною (дисперсійною, зовнішньою) фазою є вуглеводнева рідина (дизпальне, спеціальні мастила, сира нафта або газоконденсат), а дисперсною (внутрішньою) фазою є вода будь-якого ступеня мінералізації (прісна, пластова або морська вода, спеціальні розчини мінеральних солей). Найбільш ефективними й універсальними емульгаторами обернених емульсій, як показують дослідження і виробнича практика, є азотовмісні ПАР на основі амідів і алкіламідів жирних кислот, імідазолінів жирних кислот і четвертинних амонієвих сполук. Технологічні властивості обернених емульсій регулюють у широких межах введенням додаткових компонентів, які виконують роль регуляторів стабільності (гідрофобна глина, гідрофобна крейда, окиснений бітум, аеросил), густини (крейда, барит, сидерит), в’язкості (водна фаза), фільтратовіддачі (окис кальцію, бітум, крейда). Як емульгатори і регулятори властивостей застосовували гідрофобну крейду, кальциновану соду, емультал, СМАД-1, емульгатор ЕС-2, кальцієві мила СЖК. Поширено застосовують інвертні емульсії на основі емульталу та продуктів омилення синтетичних жирних кислот, а також, особливо, емульгатора ЕС-2.
Гідрофобно-емульсійні розчини (ГЕР), стабілізовані дегідратованими поліамідами (ЕС-2), які містять, у разі необхідності, обважнювач (барит, гематит та ін.) забезпечують збереження колекторських властивостей пласта при глушінні. 

## Дивись також
- Розчин